# Chenicourt
Chenicourt é uma comuna francesa na região administrativa de Grande Leste, no departamento de Meurthe-et-Moselle. Estende-se por uma área de 3,75 km². Em 2010 a comuna tinha 225 habitantes (densidade: 60 hab./km²).